# Losbuch
Losbücher, auch Punktierbücher, Traumbücher (Somniaria) oder Wahrsagebücher genannt, sind ein seit dem Spätmittelalter verbreitetes und populäres Genre der mantischen Literatur. Es entstammt hauptsächlich den Traditionen der antiken und arabischen Literatur. In abgewandelter Form und in Verbindung mit Tarot oder Kabbala werden Losbücher bis in die Gegenwart verwendet.

## Geschichte
Ein Losbuch diente, etwa durch willkürliches Aufschlagen einer Seite, der Weissagung von Wetter- oder Krankheitsverläufen, politischen Entwicklungen und anderen alltäglichen Fragen. Da Losbücher sich außerhalb der von der Kirche tolerierten Wissenschaften bewegten und als Zauberei angesehen wurden, waren sie sowohl nach kirchlichem als auch nach weltlichem Recht verboten. Die ersten Losbücher beruhten auf dem mantischen System des Frühmittelalters, das Isidor von Sevilla analog zur Elementenlehre in seinen Etymologiae entwickelte. Die hier beschriebenen Wahrsagepraktiken sind Geomantie, Hydromantie, Aeromantie und Pyromantie. Spätere Systematiken stammten von Rabanus Maurus, Hugo von St. Viktor, Thomas von Aquin und Berthold von Regensburg. Das Hauptwerk des Spätmittelalters war Johannes Hartliebs Puoch aller verpoten kunst, ungelaubens und der zaubrey (1456), das zugleich unter dem Zeichen des aufkommenden Hexenwahns entstand. Hier wird eine Vielzahl von mantischen Methoden beschrieben. Losbücher wurden noch bis in die frühe Neuzeit hinein verfasst, u. a. das Ulmer Sortilogium (um 1482) und die parodistische Verarbeitung in Jörg Wickrams Weltlich Losbuch (1539). Zum Gegenstand wurden sie auch in der Narrenliteratur.
Als Traumbücher werden Texte und Nachschlagewerke bezeichnet, die geordnete Traumdeutungen enthalten.

### Historische Werke
- Ernst Voulliéme (Hrsg.): Losbuch. Ein scherzhaftes Wahrsagebuch gedruckt von Martin Flach in Basel um 1485. Nach dem einzig bekannten Exemplar der Preußischen Staatsbibliothek in Berlin. Berlin 1923 online. Online ohne das Geleitwort: urn:nbn:de:hebis:30-1039748
- Konrad Bollstatter: Ein mittelalterliches Wahrsagespiel. Konrad Bollstatters Losbuch in CGM 312 der Bayerischen Staatsbibliothek München. Faksimilie-Ausgabe: Wiesbaden 1973, Nachdruck: Wiesbaden 1978
- Steven Roger Fischer, Das Somniarium. Ein mittelalterliches Traumbuch. Bern usw. 1989. ISBN 3-261-03868-3
- Losbuch in deutschen Reimpaaren. Vollständige Faksimile-Ausgabe im Originalformat des Codex Vindobonensis Series Nova 2652 der Österreichischen Nationalbibliothek. Graz o. J.
- Falk Eisermann, Eckhard Graf (Hrsg.): Das Buch der verbotenen Künste. Aberglauben und Zauberei des Mittelalters. Erweiterte Neuausgabe. München 1998, ISBN 3-424-01424-9.
- Eyn loszbuch ausz der karten gemacht. Und allen durch kurtzweyl erdacht wer aber zu glauben sich daran wolt keren Das selbig liesz sich vnrecht leren. Photolithographische Reproduktion des einzig bekannten Exemplars im Besitz von Volckmann & Jerosch, Antiquariat in Rostock. Mit einer Einleitung von Dr. Adolf Hofmeister. Custos an der Grossherzoglichen Universitätsbibliothek zu Rostock. Volckmann & Jerosch, Rostock 1890 archive.org = L 2680 im VD 16..
- Maro Heiles (Hrsg.): Gedruckte deutsche Losbücher des 15. und 16. Jahrhunderts. Bd. 1. Hirzel, Stuttgart 2021, ISBN 978-3-7776-2717-5.

### Sekundärliteratur
- Ludger Grenzmann: Traumbuch Artemidori: Zur Tradition der ersten Übersetzung ins Deutsche durch W. H. Ryff. Baden-Baden 1980 (= Saecula spiritalia. Band 2).
- Marie-Cécile van Hasselt: Les livres de sorts en Italie de 1482 à 1551. L’imaginaire astrologique, les systèmes de causalité et la marge de liberté accordée à l’individu. Dissertation Paris 1997.
- Günther G. Bauer (Hrsg.): Wahrsagespiele, Los- und Orakelbücher aus fünf Jahrhunderten. Katalog der Ausstellung im Schloß Kleßheim vom 27. August – 31. Oktober 1997. Salzburg 1997.
- Francis B. Brévart: ‚Losbuch‘ (gereimt). In: Verfasserlexikon. 2. Auflage. Band 5, Sp. 912 f.
- Klaus Speckenbach: Traumbücher. In: Verfasserlexikon. 2. Auflage. Band 9, Sp. 1014–1027.
- Nigel F. Palmer, Klaus Speckenbach: Träume und Kräuter. Studien zur Petroneller 'Circa instans'-Handschrift und zu den deutschen Traumbüchern des Mittelalters. Böhlau, Köln und Wien 1990 (= Pictura et poesis. Interdisziplinäre Studien zum Verhältnis von Literatur und Kunst, 4).
- Alexander Rosenstock: Das Losbuch des Lorenzo Spirito von 1482. Eine Spurensuche. Veröffentlichungen der Stadtbibliothek Ulm Band 23, Anton H. Konrad Verlag, München 2010, ISBN 978-3-87437-550-4.
- Marco Heiles: Das Losbuch. Manuskriptologie einer Textsorte des 14. bis 16. Jahrhunderts. (= Beihefte zum Archiv für Kulturgeschichte, 83). Böhlau, Köln u. a. 2018, ISBN 978-3-412-50904-0 (Rezension mit Nachweis weiterer Rezensionen).